# Fundación B612
La Fundación B612 es una organización privada sin fines de lucro con sede en Mill Valley, California, Estados Unidos. Su misión se centra en la ciencia planetaria y la defensa contra asteroides y otros objetos cercanos a la Tierra (NEO, por sus siglas en inglés). La fundación está compuesta principalmente por un equipo de científicos, exastronautas e ingenieros provenientes de instituciones reconocidas como el Instituto de Estudios Avanzados en Nueva Jersey, el Instituto de Investigación del Suroeste, la Universidad de Stanford, la NASA y diversas empresas del sector espacial.
Como organización no gubernamental, la Fundación B612 ha desarrollado dos líneas de investigación principales: la detección de objetos potencialmente peligrosos que podrían impactar la Tierra y el desarrollo de tecnologías para desviar su trayectoria y prevenir colisiones. Además, ha colaborado con la Asociación de Exploradores del Espacio para ayudar a las Naciones Unidas a establecer la Red Internacional de Alerta de Asteroides y un Grupo Asesor de Planificación de Misiones Espaciales que supervisa las misiones propuestas para la desviación de asteroides.
En 2012, la fundación anunció su intención de diseñar y construir un observatorio espacial para la búsqueda de asteroides, conocido como el Telescopio Espacial Sentinel, con financiamiento privado. Se planeó que este telescopio fuera lanzado entre 2017 y 2018 y que operara en una órbita heliocéntrica similar a la de Venus. El detector infrarrojo superenfriado del Sentinel estaba destinado a identificar asteroides peligrosos y otros NEO que representaran un riesgo de colisión con la Tierra. Ante la falta de apoyo gubernamental sustancial para una defensa planetaria global, la Fundación B612 emprendió una campaña de recaudación de fondos para financiar la Misión Sentinel, cuyo costo se estimó en 450 millones de dólares durante un período operativo de diez años. Sin embargo, esta campaña no tuvo éxito y el programa fue cancelado en 2017.
Posteriormente, la Fundación optó por desarrollar una constelación de satélites más pequeños para continuar su labor en la detección y mitigación de amenazas provenientes de asteroides. La Fundación B612 lleva el nombre del asteroide (46610) Besixdouze, en referencia a donde se encuentra el héroe epónimo del cuento literario El Principito de Antoine de Saint-Exupéry, es decir, el B612.

## Trasfondo
Cuanto más grandes son los asteroides u otros objetos cercanos a la Tierra (NEOs), con menos frecuencia impactan la atmósfera del planeta; los grandes meteoros visibles en el cielo son extremadamente raros, mientras que los de tamaño mediano son menos infrecuentes, y los mucho más pequeños son más comunes. Si sobreviven y alcanzan la superficie de la Tierra, se denominan meteoritos. Los meteoros del tamaño de una pelota de baloncesto ocurren casi a diario, y los del tamaño de un automóvil compacto aproximadamente una vez al año; generalmente, se queman o explotan en la atmósfera como bólidos (o bolas de fuego), a menudo sin previo aviso. Durante un período promedio de 24 horas, la Tierra barre alrededor de 100 millones de partículas de polvo interplanetario y fragmentos de desechos cósmicos, aunque solo una pequeña fracción de estos llega a la superficie en forma de meteoritos.
Los asteroides y otros objetos cercanos a la Tierra presentan una relación inversa entre su tamaño y la frecuencia con la que impactan la atmósfera terrestre. Aunque los asteroides rocosos suelen explotar en las capas superiores de la atmósfera, algunos objetos, especialmente aquellos compuestos de hierro-níquel y otros que descienden en un ángulo pronunciado, pueden explotar cerca del nivel del suelo o incluso impactar directamente contra la Tierra o el mar. La frecuencia de impactos varía, siendo estimado que un asteroide del tamaño de un campo de fútbol podría colisionar con la Tierra aproximadamente cada 5,000 años.
En el estado estadounidense de Arizona, el Cráter Barringer (oficialmente conocido como Meteor Crater) se formó a una altitud de aproximadamente 1,200 metros (3,937 pies). Este cráter se creó en una fracción de segundo cuando un meteorito levantó casi 160 millones de toneladas de piedra caliza y lecho de roca. El asteroide que produjo el cráter medía solo unos 46 metros (50.3 yardas) y liberó una energía equivalente a 10 megatones de TNT (42 PJ), lo que representa aproximadamente 625 veces la potencia de la bomba que destruyó Hiroshima durante la Segunda Guerra Mundial.
Además, es importante señalar que los tsunamis pueden ocurrir después del impacto de un asteroide de tamaño mediano o mayor en la superficie del océano u otra gran masa de agua .

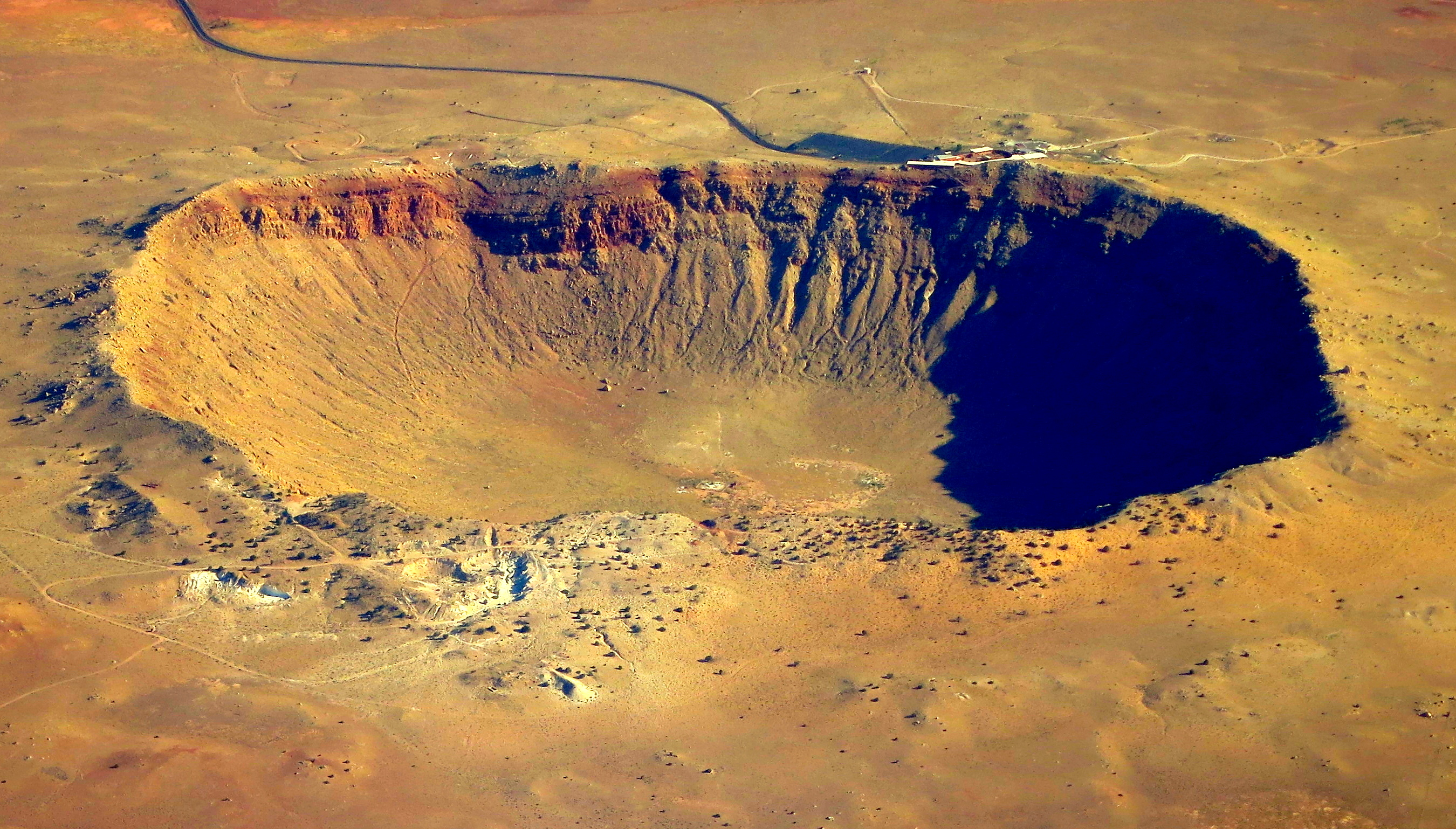
El cráter de meteorito de 1.200 metros de ancho en Arizona, Estados Unidos, creado por el impacto de un asteroide de 46 metros de diámetro. Más allá del otro borde se puede ver un centro de visitantes.

La probabilidad de que un asteroide de tamaño mediano, similar al que destruyó la zona del río Tunguska en Rusia en 1908, choque con la Tierra durante el siglo XXI se ha estimado en un 30%. Dado que la población de la Tierra es actualmente mayor que en épocas anteriores, existe un riesgo incrementado de que se produzcan grandes víctimas debido al impacto de un asteroide de este tamaño. Sin embargo, a principios de la década de 2010, los astrónomos solo habían localizado aproximadamente el 0.5% de los objetos potencialmente peligrosos (OPT) de tipo Tunguska mediante estudios realizados con telescopios terrestres.
La necesidad de un programa de detección de asteroides se ha comparado con la necesidad de estar preparados para monzones, tifones y huracanes. Como han señalado públicamente la Fundación B612 y otras organizaciones, entre los diferentes tipos de catástrofes naturales que pueden ocurrir en nuestro planeta, los impactos de asteroides son los únicos que el mundo tiene la capacidad técnica de prevenir.
La Fundación B612 es una de varias organizaciones que proponen estudios dinámicos detallados de OPT y medidas preventivas como la desviación de asteroides. Otros grupos incluyen investigadores chinos, la NASA en Estados Unidos, NEOShield en Europa y la Fundación Internacional Spaceguard. En diciembre de 2009, el director de la Agencia Espacial Federal Rusa Roscosmos, Anatoly Perminov, propuso una misión de desviación para el asteroide (99942) Apophis, que tiene un diámetro de 325 metros (1,066.3 pies) y que en ese momento se pensaba que presentaba un riesgo de colisión con la Tierra .

### Taller sobre desvío de asteroides
La Fundación B612 surgió de un taller informal de un día sobre estrategias de desvío de asteroides, que se llevó a cabo en octubre de 2001. Este evento fue organizado por el astrofísico holandés Piet Hut y el físico y entonces astronauta estadounidense Ed Lu, y tuvo lugar en el Centro Espacial Johnson de la NASA en Houston, Texas. En el taller participaron veinte investigadores, principalmente de diversas instalaciones de la NASA y del Instituto de Investigación del Suroeste, así como de la Universidad de California, la Universidad de Michigan y el Instituto de Estudios Independientes. Todos los asistentes estaban interesados en contribuir a la propuesta de creación de una capacidad para desviar asteroides. Entre los participantes se encontraban Rusty Schweickart, exastronauta del Apolo 9, y Clark Chapman, un reconocido científico planetario.
Entre las misiones de investigación propuestas y discutidas se encontraba la alteración de la velocidad de giro de un asteroide, así como el cambio de la órbita de una parte de un par de asteroides binarios. Tras las mesas redondas del seminario, se acordó que el vehículo necesario para desviar un asteroide estaría propulsado por un motor de plasma de iones de bajo empuje. Se consideró prometedor el aterrizaje de un vehículo propulsor con propulsión nuclear y motor de plasma en la superficie del asteroide, aunque esta propuesta enfrentó obstáculos técnicos significativos. Los explosivos nucleares fueron considerados "demasiado arriesgados e impredecibles", lo que justificó la opinión de que alterar suavemente la trayectoria de un asteroide era el enfoque más seguro; sin embargo, este método también requería años de advertencia previa para lograrlo con éxito.

## Proyecto y cimentación B612
Los participantes del taller sobre deflexión de asteroides, realizado en octubre de 2001, establecieron el Proyecto B612 para avanzar en su investigación. Este evento fue organizado por el astrofísico holandés Piet Hut y el físico y entonces astronauta estadounidense Ed Lu, y tuvo lugar en el Centro Espacial Johnson de la NASA en Houston, Texas. Entre los asistentes se encontraban Rusty Schweickart, exastronauta del Apolo 9, y Clark Chapman, un reconocido científico planetario. La Fundación B612 fue fundada el 7 de octubre de 2002, con el objetivo principal de "alterar significativamente la órbita de un asteroide de manera controlada".
En 2010, como parte de un grupo de trabajo ad hoc sobre defensa planetaria, la fundación abogó por aumentar el presupuesto anual de la NASA entre 250 y 300 millones de dólares durante un período de diez años, con un presupuesto operativo de hasta 75 millones de dólares por año después de ese período. Este financiamiento estaba destinado a catalogar más completamente los objetos próximos a la Tierra (OPT) que podrían representar una amenaza para el planeta, así como para desarrollar plenamente las capacidades necesarias para evitar impactos. Se estimó que el nivel recomendado de apoyo presupuestario permitiría contar con un aviso previo de entre 10 y 20 años, creando así una ventana suficiente para llevar a cabo la desviación requerida de la trayectoria.
Las recomendaciones se presentaron al Consejo Asesor de la NASA; sin embargo, no lograron obtener fondos del Congreso debido a que la NASA carecía de un mandato legislativo para la protección planetaria y, por lo tanto, no podía solicitarlo.
Considerando imprudente seguir esperando una acción sustancial del gobierno o de las Naciones Unidas, la Fundación B612 inició una campaña de recaudación de fondos en 2012 para cubrir el costo aproximado de 450 millones de dólares para el desarrollo, lanzamiento y operaciones del telescopio espacial denominado Sentinel, destinado a la búsqueda de asteroides. El objetivo era recaudar entre 30 y 40 millones de dólares al año.
El observatorio espacial tenía como misión estudiar con precisión los objetos próximos a la Tierra desde una órbita similar a la de Venus, creando un amplio catálogo dinámico que ayudaría a identificar impactos peligrosos en nuestro planeta. Este catálogo se consideraba un precursor necesario para llevar a cabo cualquier misión destinada a desviar asteroides. Sin embargo, el lanzamiento del telescopio fue cancelado en octubre de 2015 debido a que no se alcanzó el presupuesto necesario.
En marzo y abril de 2013, varias semanas después de la explosión del meteorito de Chelyabinsk, que hirió a aproximadamente 1,500 personas, el Congreso de Estados Unidos llevó a cabo audiencias sobre "los riesgos, impactos y soluciones para las amenazas espaciales". Durante estas audiencias, se recibió el testimonio de Ed Lu, jefe de la Fundación B612, así como del Dr. Donald K. Yeomans, jefe de la Oficina del Programa de Objetos Cercanos a la Tierra (NEO) de la NASA, y del Dr. Michael A'Hearn de la Universidad de Maryland, quien fue copresidente de un estudio del Consejo Nacional de Investigación de EE. UU. sobre las amenazas de asteroides en 2009, entre otros expertos.

REP. STEWART: ... ¿somos técnicamente capaces de lanzar algo que podría interceptar [un asteroide con 2 años de aviso previo]? ... 

DR. A'HEARN: No. Si tuviéramos planes de naves espaciales ya establecidos, eso tomaría un año; quiero decir, una misión pequeña típica ... toma cuatro años desde la aprobación hasta el lanzamiento ...

United States Congress

Como resultado de una serie de audiencias del Comité Asesor de la NASA tras la explosión de Chelyabinsk en 2013, y a raíz de una solicitud de la Casa Blanca para duplicar su presupuesto, la financiación del Programa de Objetos Cercanos a la Tierra (NEO) de la NASA se incrementó a 40.5 millones de dólares al año en su presupuesto para el año fiscal 2014. Anteriormente, esta financiación había aumentado a 20.5 millones de dólares anuales en el año fiscal 2012, lo que representaba aproximadamente el 0.1% del presupuesto anual de la NASA en ese momento. Este incremento se produjo desde un promedio de aproximadamente 4 millones de dólares al año entre 2002 y 2010.

### Reevaluación del riesgo de asteroides
El Día de la Tierra, el 22 de abril de 2014, la Fundación B612 presentó formalmente una evaluación revisada sobre la frecuencia de los eventos de impacto del tipo "asesino de ciudades", basada en una investigación dirigida por el científico planetario canadiense Peter Brown del Centro de Exploración y Ciencia Planetaria de la Universidad de Western Ontario (UWO). 
El análisis del Dr. Brown, titulado "A 500-Kiloton Airburst Over Chelyabinsk and An Enhanced Hazard from Small Impactors", fue publicado en las revistas Science y Nature, y se utilizó para producir un breve vídeo animado por computadora que se presentó a los medios en el Museo de Vuelo de Seattle. 
El vídeo, de casi un minuto y medio de duración, mostraba un globo giratorio con los puntos de impacto de aproximadamente 25 asteroides que medían entre 1 y 600 kilotones de fuerza de explosión, los cuales golpearon la Tierra entre 2000 y 2013. En comparación, la bomba nuclear que destruyó Hiroshima equivalía a unos 16 kilotones de fuerza explosiva de TNT. De esos impactos ocurridos entre 2000 y 2013, ocho fueron tan grandes o mayores que la bomba de Hiroshima. Solo uno de los asteroides, el 2008 TC3, fue detectado con antelación, aproximadamente 19 horas antes de explotar en la atmósfera. Al igual que ocurrió con el meteoro de Chelyabinsk en 2013, no se emitieron advertencias por ninguno de los otros impactos.
En la presentación, junto con los ex astronautas de la NASA Dr. Tom Jones y Bill Anders, astronauta del Apolo 8, el director de la Fundación B612, Ed Lu, explicó que la frecuencia de impactos de asteroides peligrosos que golpean la Tierra era de tres a diez veces mayor a lo que se creía anteriormente hace aproximadamente una docena de años (las estimaciones anteriores fijaban la probabilidad en uno cada 300,000 años).
La última reevaluación se basa en las firmas de infrasonido globales registradas bajo los auspicios de la Organización del Tratado de Prohibición Completa de los Ensayos Nucleares, que monitorea el planeta en busca de explosiones nucleares. El estudio realizado por el Dr. Brown utilizó señales de infrasonido generadas por asteroides que liberaron más de un kilotón de fuerza explosiva.
El estudio sugirió que los impactos del tipo "asesino de ciudades", similares al evento de Tunguska de 1908, ocurren en promedio aproximadamente una vez por siglo, en lugar de cada mil años, como se creía anteriormente. El evento de 1908 tuvo lugar en la remota y escasamente poblada zona de Tunguska, en Siberia, Rusia, y se atribuye a la probable explosión de un asteroide o cometa que destruyó alrededor de 80 millones de árboles en 2,150 kilómetros cuadrados (830 millas cuadradas).
La mayor frecuencia de este tipo de eventos se interpreta como un indicativo de que la "suerte ciega" ha impedido principalmente un impacto catastrófico sobre una zona habitada que podría causar millones de muertes, como se señala hacia el final del vídeo.

### (99942) Apofis
Durante la primera década de los años 2000, surgieron serias preocupaciones sobre el asteroide (99942 Apophis), que tiene un diámetro de 325 metros (1,066 pies), debido al riesgo de impacto con la Tierra en 2036. Los datos preliminares e incompletos proporcionados por astrónomos que utilizaron estudios del cielo desde la Tierra resultaron en un cálculo de riesgo de Nivel 4 en la tabla de peligro de impacto de la Escala de Turín. En julio de 2005, la Fundación B612 solicitó formalmente a la NASA que investigara la posibilidad de que la órbita del asteroide, posterior a 2029, pudiera estar en resonancia orbital con la Tierra, lo que aumentaría la probabilidad de un impacto futuro. La Fundación también pidió a la NASA que considerara colocar un transpondedor en el asteroide para permitir un seguimiento más preciso de cómo cambiaría su órbita debido al efecto Yarkovsky.
En 2008, la Fundación B612 proporcionó estimaciones sobre un corredor de 30 kilómetros de ancho, denominado "camino de riesgo", que se extendería a través de la superficie de la Tierra en caso de un impacto. Esta evaluación formó parte de sus esfuerzos por desarrollar estrategias viables de desviación. La trayectoria de riesgo calculada se extendía desde Kazajistán, atravesando el sur de Rusia y Siberia, cruzando el océano Pacífico, pasando entre Nicaragua y Costa Rica, y continuando por el norte de Colombia y Venezuela, finalizando en el Atlántico justo antes de alcanzar África.
En ese momento, una simulación por computadora estimó que un hipotético impacto del asteroide Apophis en países como Colombia y Venezuela podría haber causado más de 10 millones de víctimas. Alternativamente, un impacto en los océanos Atlántico o Pacífico podría generar un tsunami mortal de más de 240 metros (aproximadamente 800 pies) de altura, capaz de devastar muchas zonas costeras y ciudades.
Una serie de observaciones posteriores y más precisas del asteroide (99942) Apophis, combinadas con la recuperación de datos inéditos, revisaron las probabilidades de una colisión en 2036, considerándolas prácticamente nulas y efectivamente descartándolas. Inicialmente, Apophis había sido clasificado como un objeto potencialmente peligroso debido a la posibilidad de impacto en 2029, 2036 o 2068, lo que generó alarma en la comunidad científica. Sin embargo, estudios recientes han demostrado que las trayectorias del asteroide han sido determinadas con mayor precisión, eliminando el riesgo de colisión en el futuro cercano .

### Participación internacional
Los miembros de la Fundación B612 ayudaron a la Asociación de Exploradores Espaciales (ASE) a obtener la supervisión de las Naciones Unidas (ONU) para las misiones de seguimiento y desviación de objetos próximos a la Tierra (OPT) a través del Comité de las Naciones Unidas sobre los Usos Pacíficos del Espacio Ultraterrestre (ONU COPUOS), junto con el Equipo de Acción 14 de COPUOS (AT-14), un grupo de expertos. Varios miembros de B612, que también eran parte de la ASE, trabajaron con COPUOS desde 2001 para establecer una participación internacional tanto en las respuestas a desastres por impactos como en las misiones de desvío para prevenir eventos de impacto. Según el presidente emérito de la Fundación, Rusty Schweickart, en 2013, "ningún gobierno en el mundo ha asignado explícitamente la responsabilidad de la protección planetaria a ninguna de sus agencias".
En octubre de 2013, el Subcomité Científico y Técnico de COPUOS aprobó varias medidas, que fueron posteriormente aprobadas por la Asamblea General de la ONU en diciembre, para hacer frente a los impactos de asteroides terrestres, incluida la creación de una Red Internacional de Alerta de Asteroides (IAWN) y dos grupos asesores: el Grupo Asesor de Planificación de Misiones Espaciales (SMPAG) y el Grupo Asesor de Planificación de Desastres de Impacto (IDPAG). La red IAWN actuará como un centro de intercambio de información sobre asteroides peligrosos y sobre cualquier evento de impacto terrestre futuro que se identifique. El SMPAG coordinará estudios conjuntos sobre tecnologías para misiones de desviación y supervisará las misiones reales. Esto se debe a que las misiones de desvío normalmente implican un movimiento progresivo del punto de impacto previsto de un asteroide a través de la superficie terrestre hasta que el objeto se desvía por delante o por detrás del planeta en el punto donde sus órbitas se cruzan.
Se necesita un marco inicial de cooperación internacional en la ONU, dijo Schweickart, para guiar a los formuladores de políticas en sus países miembros sobre varios aspectos importantes relacionados con los OPT. Sin embargo, como afirma la Fundación, las nuevas medidas de la ONU constituyen solo un punto de partida. Para que sean eficaces, será necesario mejorarlas mediante políticas y recursos adicionales implementados tanto a nivel nacional como supranacional.
En el momento de la adopción de la política en la ciudad de Nueva York, Schweickart y otros cuatro miembros de la ASE, incluido el jefe de B612, Ed Lu, participaron en un foro público moderado por Neil deGrasse Tyson, no lejos de la sede de las Naciones Unidas. El panel instó a la comunidad global a adoptar nuevas medidas importantes para la defensa planetaria contra los impactos. Sus recomendaciones incluyeron:
- Informar a los responsables políticos sobre las nuevas funciones asignadas por la ONU.
- Hacer que cada gobierno cree planes detallados para responder a desastres causados por asteroides, asignando recursos fiscales y delegando una agencia líder para manejar su respuesta.
- Apoyar los esfuerzos de ASE y B612 para identificar el millón estimado de objetos cercanos a la Tierra "asesinos de ciudades" capaces de impactar nuestro planeta mediante el despliegue del telescopio espacial Sentinel y comprometiendo a los estados miembros a lanzar una misión internacional para probar técnicas de desviación dentro de 10 años.

Las iniciativas mencionadas reflejan un esfuerzo creciente por parte del ámbito internacional para abordar los riesgos asociados con los objetos próximos a la Tierra y mejorar la capacidad global para prevenir desastres potenciales relacionados con asteroides.

## Misión Centinela

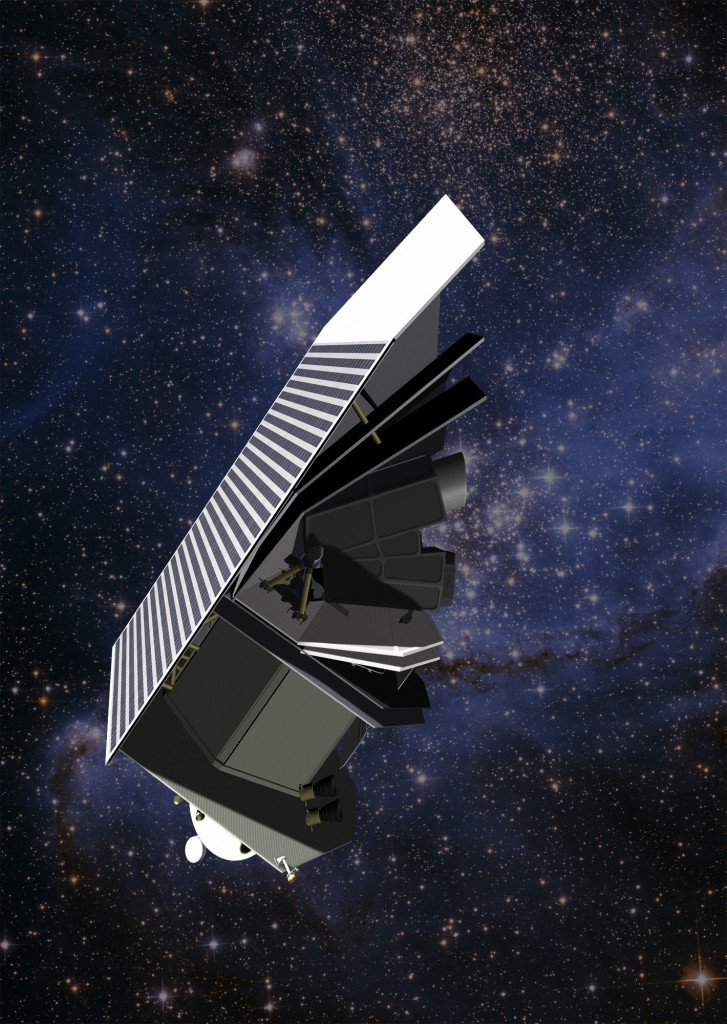
Una representación del telescopio espacial Sentinel, cuya construcción está prevista para la empresa Ball Aerospace

El programa Sentinel Mission fue la piedra angular de los esfuerzos de la Fundación B612, con revisiones preliminares de diseño y arquitectura del sistema planificadas para 2014, y una revisión crítica de diseño que se llevaría a cabo en 2015. El telescopio infrarrojo se lanzaría a bordo de un cohete SpaceX Falcon 9, colocándolo en una órbita heliocéntrica alrededor del Sol, siguiendo a Venus. Al orbitar entre el Sol y la Tierra, los rayos solares siempre estarían detrás de la lente del telescopio, lo que garantizaría que no se inhibiera la capacidad del observatorio espacial para detectar asteroides u otros objetos cercanos a la Tierra (NEO).
Desde la ventajosa órbita de su sistema solar interior, Sentinel sería capaz de "recoger objetos que actualmente son difíciles, si no imposibles, de ver con antelación desde la Tierra", como ocurrió con el meteoro de Chelyabinsk en 2013, que pasó desapercibido hasta su explosión sobre el Óblast de Chelyabinsk, Rusia. La Misión Sentinel estaba diseñada para proporcionar un catálogo dinámico y preciso de asteroides y otros OPT, accesible a científicos de todo el mundo a través del Centro de Planetas Menores de la Unión Astronómica Internacional. Los datos recopilados permitirían calcular el riesgo de eventos de impacto con nuestro planeta, facilitando la desviación de asteroides mediante el uso de tractores de gravedad para desviar sus trayectorias lejos de la Tierra.
Para comunicarse con la nave espacial mientras orbita alrededor del Sol (aproximadamente a la misma distancia que Venus), la Fundación B612 firmó un acuerdo con la NASA para el uso de su red de telecomunicaciones del espacio profundo.
Sentinel fue diseñado para realizar observaciones y análisis continuos durante su período planificado de seis años y medio de vida operativa, aunque la Fundación B612 anticipaba que podría continuar funcionando hasta por diez años. Utilizando un espejo telescópico de 51 centímetros, con sensores construidos por Ball Aerospace (fabricantes de los instrumentos del Telescopio Espacial Hubble), su misión era catalogar el 90% de los asteroides con diámetros superiores a 140 metros (153,1 yardas). También había planes para catalogar objetos más pequeños del Sistema Solar. El observatorio espacial mediría 7.7 metros (25 pies) por 3.2 metros (10 pies), con una masa de 1,500 kilogramos (3,306.9 libras) y orbitaría el Sol a una distancia de 0.6 a 0.8 unidades astronómicas (aproximadamente entre 89,758,722.4 y 119,678,296.6 kilómetros), lo que equivale a una distancia orbital similar a la de Venus.
Empleando astronomía infrarroja para identificar asteroides contra el frío del espacio exterior, Sentinel escanearía en la banda de longitud de onda de 7 a 15 micrones en un campo de visión de 5.5 por 2 grados. Su conjunto de sensores constaría de 16 detectores con cobertura que escanea "un campo de visión de ángulo completo de 200 grados".
La Fundación B612, en colaboración con Ball Aerospace, estaba construyendo el espejo Sentinel de aluminio diseñado para un gran campo de visión con sus sensores infrarrojos enfriados a 40 Kelvin (−233.2 °C) utilizando un crioenfriador Stirling de ciclo cerrado en dos etapas. El objetivo era producir su telescopio espacial a un costo significativamente menor que los programas tradicionales de ciencia espacial, haciendo uso de sistemas previamente desarrollados para programas anteriores en lugar de diseñar un observatorio completamente nuevo.
Schweickart afirmó que aproximadamente "el 80% de lo que estamos tratando en Sentinel es Kepler, el 15% Spitzer y el 5% sensores infrarrojos nuevos y de mayor rendimiento", concentrando así sus fondos en el área crítica de la tecnología de sensores criogénicamente refrigerados.
Los datos recopilados por Sentinel se proporcionarían a través de redes científicas existentes para el intercambio que incluyen a la NASA e instituciones académicas como el Minor Planet Center en Cambridge, Massachusetts.
Dada la precisión telescópica del satélite, los datos podrían haber resultado valiosos para otras posibles misiones futuras, como la minería de asteroides.
Después de que la NASA rescindiera su acuerdo de financiación por 30 millones de dólares con la Fundación B612 en octubre de 2015 y la recaudación privada no lograra sus objetivos, la Fundación optó finalmente por un enfoque alternativo utilizando una constelación más pequeña que se estaba estudiando en junio de 2017. En su lugar, se propuso la misión NEOCam del Jet Propulsion Laboratory (JPL).B612 estaba intentando recaudar aproximadamente 450 millones de dólares para financiar los costos del desarrollo, lanzamiento y operación del telescopio. La estimación se compone de 250 millones para crear Sentinel y otros 200 millones para diez años adicionales operativos.
Al explicar por qué la Fundación había pasado por alto posibles subvenciones gubernamentales para dicha misión, el Dr. Lu afirmó que su llamamiento público está siendo impulsado por "la tragedia del bien común: cuando es problema de todos, no es problema de nadie", refiriéndose a la falta de propiedad y financiación asignada por los gobiernos ante las amenazas asteroides.
Según otro miembro del consejo directivo B612, Rusty Schweickart, "La buena noticia es que puedes prevenirlo; ¡no solo prepararte para ello! La mala noticia es que es difícil lograr que alguien le preste atención cuando hay baches en el camino". Después proporcionar testimonio ante el Congreso sobre el tema, Schweickart quedó consternado al escuchar que aunque los legisladores estadounidenses entendían la gravedad del problema probablemente no legislarían financiación para defensa planetaria como "hacer desviaciones" debido a posibles repercusiones negativas en sus campañas electorales.
La Fundación tenía intención lanzar Sentinel entre 2017-2018 y se anticipó que comenzaría a transferir datos para su procesamiento en Tierra no más tarde seis meses después.
A raíz del meteoro Chelyabinsk en febrero de 2013, donde unos 20 metros (21.9 yd) entró atmósfera sin ser detectado antes explotar sobre Chelyabinsk, Rusia —la fundación experimentó un "aumento interés" en su proyecto detección asteroides, con correspondiente aumento donaciones financiación. Después brindar testimonio ante Congreso, Dr. Lu señaló numerosos videos grabados sobre explosión tuvieron impacto significativo millones espectadores todo mundo afirmando: "No hay nada como cien videos YouTube hacer eso".

## Métodos de deflexión
Se han ideado varios métodos para "deflectar" un asteroide u otro objeto cercano a la Tierra (NEO) de una trayectoria que podría impactar con la Tierra, de modo que se pueda evitar completamente su entrada en la atmósfera terrestre. Con un tiempo de anticipación suficiente, un cambio en la velocidad del cuerpo de tan solo un centímetro por segundo permitirá evitar que colisione con la Tierra. Los métodos de deflexión propuestos y experimentales incluyen pastores de rayos iónicos, energía solar concentrada y el uso de motores de masa o velas solares.
Iniciar un dispositivo explosivo nuclear por encima, sobre o ligeramente por debajo de la superficie de un NEO amenazante es una opción potencial de deflexión, siendo la altura óptima de detonación dependiente de la composición y tamaño del NEO. En el caso de un "montón de escombros" amenazante, se ha propuesto la altura de detonación como un medio para prevenir la posible fractura del mismo. Sin embargo, dado un aviso suficiente sobre el impacto de un asteroide, la mayoría de los científicos evitan respaldar la deflexión explosiva debido a la cantidad de problemas potenciales involucrados. Otros métodos que pueden lograr deflexiones de NEO incluyen:
- Remolque gravitacional: Implica colocar una sonda espacial cerca del asteroide y utilizar la atracción gravitacional entre ambos cuerpos para desviar lentamente su trayectoria.
- Deflexión cinética: Consiste en impactar una nave espacial contra el asteroide a gran velocidad para cambiar su trayectoria.
- Impulso por ablación de superficie: Utiliza energía concentrada, como un láser, para vaporizar parte de la superficie del asteroide, generando un impulso que puede cambiar su trayectoria.
- Desviación nuclear: Implica el uso de armas nucleares para desviar o destruir el asteroide mediante una detonación nuclear cerca de su superficie.

Cabe mencionar que la efectividad de cada una de estas estrategias depende de diversos factores, como el tamaño, composición y velocidad del asteroide, así como el tiempo disponible para llevar a cabo la misión de desviación. Para garantizar el éxito en la prevención de un impacto, es crucial mejorar nuestras capacidades de detección y seguimiento de objetos cercanos a la Tierra y continuar investigando y desarrollando tecnologías de defensa planetaria.

### Remolque gravitacional
Una alternativa a la deflexión explosiva es mover un asteroide peligroso de manera lenta y constante a lo largo del tiempo. El efecto de un pequeño empuje constante puede acumularse para desviar un objeto lo suficiente de su trayectoria prevista. En 2005, los doctores Ed Lu y Stanley G. Love propusieron utilizar una nave espacial grande y pesada no tripulada que se mantuviera sobre un asteroide para atraerlo gravitacionalmente hacia una órbita no amenazante. Este método funcionaría gracias a la atracción gravitacional mutua entre la nave espacial y el asteroide. Cuando la nave espacial contrarresta la atracción gravitacional hacia el asteroide mediante el uso, por ejemplo, de un motor de iones, el efecto neto es que el asteroide se acelera o se mueve hacia la nave espacial y, por lo tanto, se desvía lentamente de la trayectoria orbital que lo llevaría a colisionar con la Tierra. Aunque es un proceso lento, este método tiene la ventaja de funcionar independientemente de la composición del asteroide. Incluso sería efectivo en un cometa, un montón de escombros sueltos o un objeto que gira a alta velocidad. Sin embargo, un tractor gravitacional probablemente tendría que permanecer varios años estacionado junto al cuerpo y tirando de él para ser efectivo. La misión del Telescopio Espacial Sentinel está diseñada para proporcionar el tiempo de anticipación necesario.
Según Rusty Schweickart, el método del tractor gravitacional también tiene un aspecto controvertido, ya que durante el proceso de cambio en la trayectoria del asteroide, el punto en la Tierra donde es más probable que impacte se desplazaría lentamente a través de la superficie del planeta. Esto significa que la amenaza para todo el planeta podría minimizarse a costa temporal de la seguridad de algunos estados específicos. Schweickart reconoce que elegir cómo y en qué dirección debe ser "arrastrado" el asteroide puede ser una decisión internacional difícil, y una que debería tomarse a través de las Naciones Unidas.
Un análisis temprano de NASA sobre alternativas de deflexión en 2007 afirmaba: "Las técnicas de mitigación de 'empuje lento' son las más costosas, tienen el nivel más bajo de preparación técnica y su capacidad para viajar y desviar un NEO amenazante sería limitada a menos que las duraciones de las misiones sean posibles durante muchos años o décadas". Sin embargo, un año después, en 2008, la Fundación B612 publicó una evaluación técnica del concepto del tractor gravitacional, producida bajo contrato para NASA. Su informe confirmó que un tractor equipado con transpondedor "con un diseño de nave espacial simple y robusto" puede proporcionar el servicio de remolque necesario para un asteroide equivalente a 140 metros de diámetro con forma similar a Hayabusa u otro NEO.

### Deflexión cinética

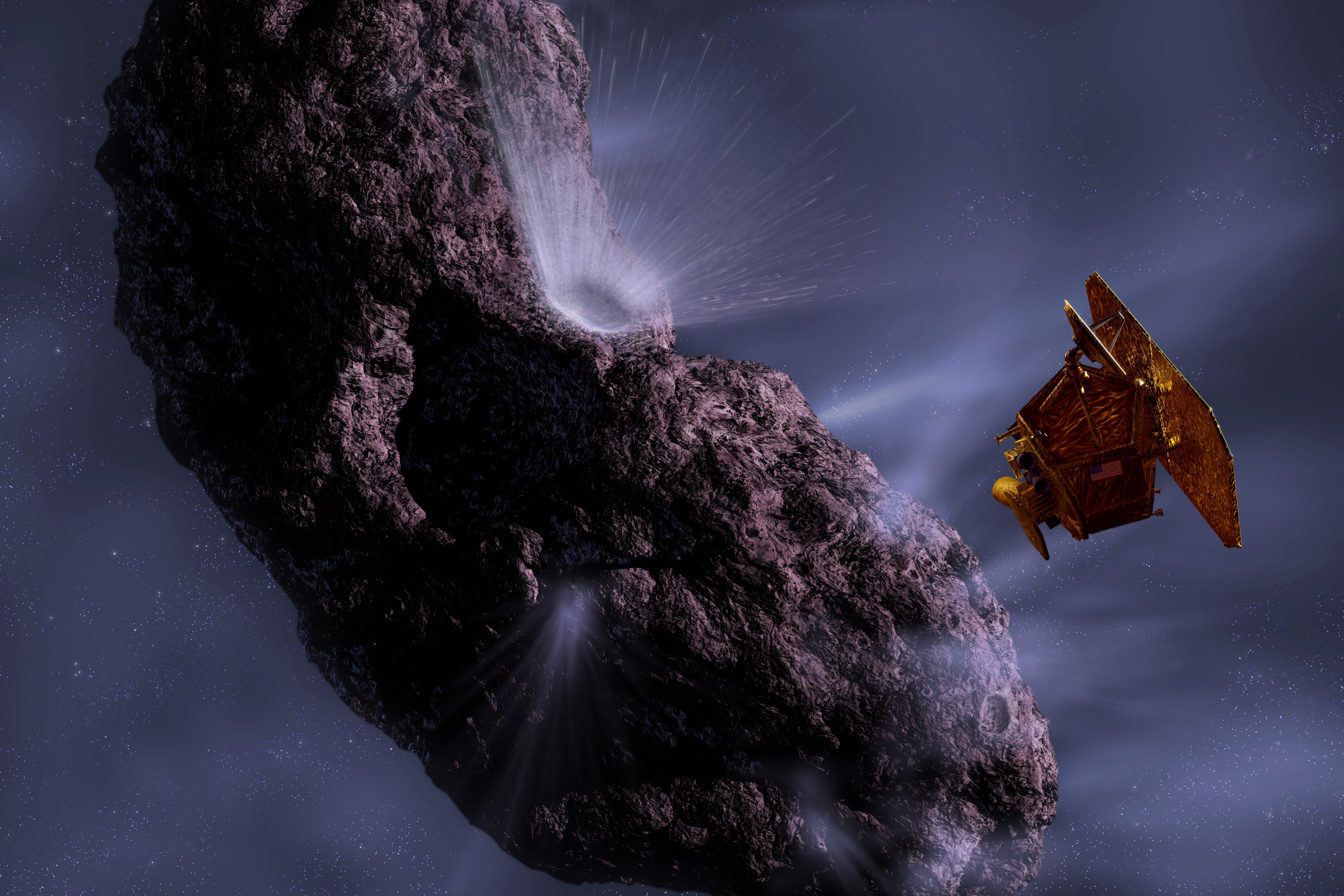
An artist's rendering of NASA's Deep Impact spacecraft next to Comet Tempel 1

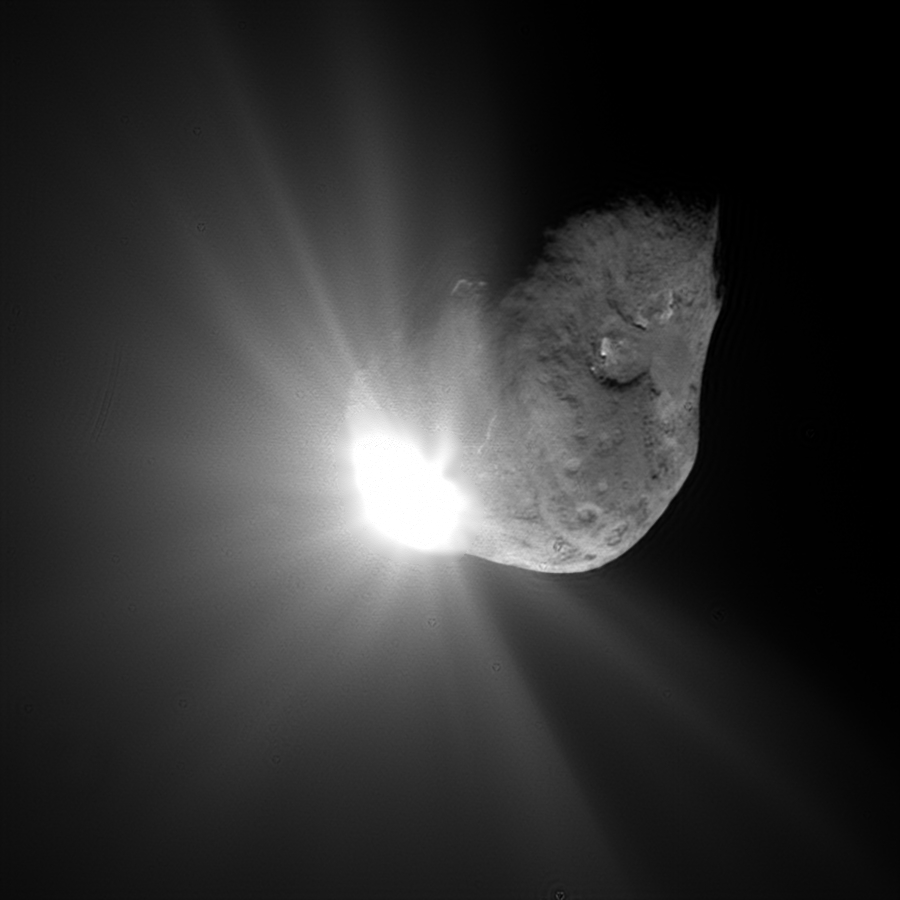
Deep Impact estrellándose contra el cometa Tempel 1 en julio de 2005 (fotografiado desde una nave espacial compañera), un ejemplo de una técnica que puede alterar la trayectoria de un NEO.

Cuando el asteroide aún está lejos de la Tierra, un medio para desviar el asteroide es alterar directamente su momento al colisionar una nave espacial con él. Cuanto más lejos esté del planeta, menor será la fuerza de impacto requerida. Por el contrario, cuanto más cerca esté un objeto cercano a la Tierra (NEO) peligroso en el momento de su descubrimiento, mayor será la fuerza necesaria para desviarlo de su trayectoria de colisión con la Tierra. Más cerca de la Tierra, el impacto de una nave espacial masiva es una posible solución a un impacto inminente de un NEO. En 2005, tras el éxito de la misión estadounidense que estrelló su sonda Deep Impact contra el cometa Tempel 1, China anunció su plan para una versión más avanzada: el aterrizaje de una sonda espacial en un pequeño NEO para empujarlo fuera de curso.
En la década de 2000, la Agencia Espacial Europea (ESA) comenzó a estudiar el diseño de una misión espacial llamada Don Quijote, que, de llevarse a cabo, habría sido la primera misión intencionada de deflexión de asteroides jamás diseñada. El equipo de conceptos avanzados de la ESA también demostró teóricamente que se podría lograr la deflexión del asteroide 99942 Apophis enviando una nave espacial que pesara menos de una tonelada para impactar contra el asteroide. La ESA había identificado originalmente dos NEO como posibles objetivos para su misión Quijote: 2002 AT4 y (10302) 1989 ML. Ninguno de estos asteroides representa una amenaza para la Tierra. En un estudio posterior, se seleccionaron dos posibilidades diferentes: el asteroide Amor 2003 SM84 y 99942 Apophis; este último es especialmente significativo para la Tierra, ya que realizará un acercamiento cercano en 2029 y 2036.
En 2005, la ESA anunció en la 44ª Conferencia Anual sobre Ciencia Lunar y Planetaria que su misión se combinaría en una misión conjunta ESA-NASA llamada Asteroid Impact & Deflection Assessment (AIDA), propuesta para 2019-2022. El objetivo seleccionado para AIDA será un asteroide binario, lo que permitirá observar el efecto de deflexión desde la Tierra al cronometrar el período de rotación del par binario. El nuevo objetivo de AIDA, un componente del asteroide binario (65803) Didymos, será impactado a una velocidad de 22,530 km/h (14,000 mph). Un análisis realizado por NASA sobre alternativas de deflexión, llevado a cabo en 2007, afirmaba: "Los impactadores cinéticos no nucleares son el enfoque más maduro y podrían utilizarse en algunos escenarios de deflexión/mitigación, especialmente para NEO que consisten en un solo cuerpo sólido pequeño".

### Impulso por Ablación de Superficie
El impulso por ablación de superficie es una técnica propuesta para desviar asteroides y otros objetos cercanos a la Tierra (NEO) mediante el uso de energía dirigida, como láseres, para calentar la superficie del asteroide. Este calentamiento provoca la vaporización de material en la superficie, generando un impulso que puede cambiar la trayectoria del objeto. En este método, el propio asteroide aporta el material que sirve como masa propulsiva, lo que lo hace particularmente atractivo para misiones de defensa planetaria.
Un ejemplo destacado de esta técnica es el proyecto DE-STARLITE (Directed Energy System for Targeting of Asteroids and exploRation LITE), respaldado por la NASA. Este sistema utiliza láseres para calentar la superficie del asteroide, lo que resulta en una ablación que expulsa material y produce un empuje en dirección opuesta. Según los cálculos de los promotores del proyecto, esta técnica podría ser más eficiente que otros métodos de deflexión, como los tractores gravitacionales o los haces de iones, especialmente para asteroides de tamaño medio. La misión podría durar entre 1 y 15 años, dependiendo del tamaño y la órbita del asteroide objetivo.
La eficacia de la ablación por láser depende de varios factores, incluyendo el albedo (reflexión de luz) y la composición superficial del asteroide. Estos factores influirán en la cantidad de material que se vaporiza y en el impulso generado. Además, si el asteroide presenta problemas de rotación, el láser también podría utilizarse para ajustar su giro, facilitando así el proceso de desviación.
Un análisis realizado por la NASA en 2007 sobre alternativas de deflexión mencionó que los impactadores cinéticos no nucleares son el enfoque más maduro y podrían ser utilizados en algunos escenarios de mitigación, especialmente para NEOs compuestos por un solo cuerpo sólido pequeño.
Sin embargo, el uso de ablación por láser presenta ventajas adicionales al permitir una respuesta más rápida ante posibles amenazas.

### Desviación nuclear
La desviación nuclear es una técnica propuesta para desviar o destruir asteroides potencialmente peligrosos mediante el uso de explosivos nucleares. Este método implica detonar un dispositivo nuclear cerca de la superficie del asteroide, generando una explosión que puede alterar su trayectoria o, en algunos casos, fragmentarlo en múltiples piezas.
La detonación nuclear produce una onda de choque que empuja el asteroide en dirección opuesta a la explosión. La efectividad de este método depende de varios factores, como la masa y composición del asteroide, así como la altura y potencia de la detonación. Se considera que una detonación a cierta distancia de la superficie es preferible para evitar la fragmentación del objeto, especialmente si se trata de un "montón de escombros" que podría desintegrarse en lugar de ser desviado.
Recientemente, un estudio realizado por los Laboratorios Nacionales Sandia en EE. UU. ha explorado el uso de pulsos de rayos X generados por explosiones nucleares para vaporizar la superficie de un asteroide y cambiar su trayectoria. En experimentos de laboratorio, se simuló cómo los rayos X podrían calentar rápidamente la superficie del asteroide, provocando su vaporización y generando un impulso que lo desviaría. Los resultados sugieren que esta técnica podría ser efectiva para asteroides con un diámetro de hasta 4 kilómetros y podría utilizarse en situaciones de emergencia cuando hay poco tiempo para reaccionar ante una amenaza inminente.
A pesar de su potencial, el uso de armas nucleares para desviar asteroides plantea importantes cuestiones técnicas y éticas. La necesidad de un aviso anticipado considerable es fundamental para planificar y ejecutar una misión nuclear, así como para evaluar los efectos secundarios potenciales de la explosión. Además, el uso de armas nucleares en el espacio podría violar tratados internacionales sobre la militarización del espacio.
Un análisis realizado por NASA en 2007 sobre alternativas de deflexión concluyó que las técnicas nucleares podrían considerarse en situaciones extremas donde otras opciones no sean viables. Sin embargo, muchos científicos prefieren explorar métodos no explosivos debido a los riesgos asociados con el uso de dispositivos nucleares.

## Estado de Financiación de la Fundación B612
La Fundación B612 se financia a través de una combinación de donaciones, membresías y asociaciones estratégicas. Desde su fundación en 2002, ha recibido apoyo financiero de miembros del Círculo Fundador y del Círculo de Asteroides, así como de donantes individuales provenientes de 46 países. Este respaldo es fundamental para llevar a cabo sus investigaciones y desarrollar tecnologías que permitan la comprensión, mapeo y navegación del sistema solar, así como la protección del planeta frente a impactos de asteroides.
En 2012, la fundación anunció planes para desarrollar y lanzar el primer telescopio espacial financiado privadamente, conocido como el Telescopio Espacial Sentinel, cuyo objetivo era detectar y observar el 90% de todos los asteroides cercanos a la Tierra mayores de 140 metros. El costo estimado para esta misión fue de aproximadamente 450 millones de dólares para cubrir el desarrollo, lanzamiento y operación durante diez años. Sin embargo, a pesar de los esfuerzos de recaudación de fondos, la campaña fue finalmente cancelada en 2017 debido a la falta de financiación suficiente, lo que llevó a la fundación a reconsiderar su enfoque y explorar una constelación de satélites más pequeños en su lugar.
En mayo de 2022, la Fundación B612 anunció una nueva donación de 2.3 millones de dólares, incluyendo un desafío de igualación de 1 millón de dólares por parte de Tito's Handmade Vodka, destinado a avanzar en sus esfuerzos para construir la plataforma Asteroid Discovery Analysis and Mapping (ADAM). Esta plataforma tiene como objetivo mejorar el descubrimiento y análisis de asteroides utilizando datos históricos y futuros provenientes del Vera Rubin Observatory.
La fundación también ha recibido apoyo generoso de varias organizaciones, como la Margaret Jonsson Family Foundation y la William K. Bowes, Jr. Foundation, lo que refleja un creciente interés en las iniciativas de defensa planetaria. Según Danica Remy, presidenta y directora ejecutiva de la Fundación B612, "nos sentimos humildes e inspirados por la generosidad de nuestros socios financieros", destacando cómo este apoyo ayuda a escalar su equipo técnico y expandir sus asociaciones científicas y educativas.
A medida que avanza en sus objetivos, la Fundación B612 continúa buscando nuevas fuentes de financiación y colaboración para garantizar el éxito de sus iniciativas y proyectos.

## Nombre de la fundación
La Fundación B612 recibe su nombre en homenaje al asteroide del mismo nombre que es el hogar del protagonista de la famosa fábula filosófica El Principito de Antoine de Saint-Exupéry. En los años pioneros de la aviación en la década de 1920, Saint-Exupéry realizó un aterrizaje de emergencia en una mesa africana cubierta de conchas marinas de caliza blanca triturada. Mientras caminaba bajo la luz de la luna, pateó una roca negra y pronto dedujo que era un meteorito que había caído del espacio. Esta experiencia contribuyó más tarde, en 1943, a su creación literaria del asteroide B-612 en su fábula filosófica sobre un pequeño príncipe que cayó a la Tierra, con el nombre del planetoide adaptado de uno de los aviones de correo que Saint-Exupéry voló, que llevaba la matrícula A-612.
Inspirado por esta historia, se descubrió un asteroide en 1993, aunque no se identificó como una amenaza para la Tierra, llamado (46610) Bésixdouze (la parte numérica de su designación representada en notación hexadecimal como 'B612', mientras que la parte textual es francés para "B seis doce"). Además, una pequeña luna asteroidal, Petit-Prince, descubierta en 1998, lleva parte de su nombre en honor a El Principito.